# Myš krétská
Myš krétská (Acomys minous) patří k takzvaným bodlinatým myším, protože má na hřbetě a ocasu hrubé tuhé chlupy. Její srst na hřbetě může žlutá až červená, šedá nebo hnědá. Bříško má bílé. Dorůstá délky 9–12 cm a ocas dorůstá také do této délky. Váží v rozmezí 30–90 g. Je to noční zvíře. Živí se listy a semeny trav. Žijí pospolitě a jejich hnízda jsou velice jednoduchá. Březost trvá 5–6 týdnů, což je u myší dlouhá doba.

## Zajímavosti
Tento druh je endemický, žije jenom na Krétě. Další zajímavostí je, že při porodu pomáhají ostatní samice, které pomáhají rodičce například čištěním srsti.

## Příbuzné druhy
Příbuzných druhů je patnáct, jedná se například:
- myš bodlinatá – Acomys cahirinus (Desmarest, 1819)
- myš kilikijská – Acomys cilicicus Spitzenberger, 1978
- bodlinatka sinajská – Acomys dimidiatus (Cretzschmar, 1826)